# Ulica 29 Listopada w Warszawie
Ulica 29 Listopada – jedna z ulic warszawskiego Ujazdowa, biegnąca od ul. Czerniakowskiej do ul. Szwoleżerów.

## Historia
Ulicę 29 Listopada wytyczono krótko po roku 1831, jako drogę dojazdową do koszar Grodzieńskiego Huzarskiego Pułku Lejb-Gwardii (pod dzisiejszym nr. 3b). Przeciwną stronę ulicy długo zajmowały należące do wojska pola uprawne; choć ulicę zwano wtedy Huzarską, nie była to nazwa oficjalna. Przed rokiem 1893 drewniane baraki koszarowe zaczęto zastępować zabudową murowaną; po odzyskaniu niepodległości zabudowania około roku 1925 przebudowano według projektu Kazimierza Tołłoczki na koszary Oddziału Przybocznego Prezydenta RP. W budynkach mieściły się koszary 1. Dywizjonu Artylerii Konnej im. gen. Józefa Bema.
Nie były to jednak jedyne tego typu zabudowania w okolicy; kolejne formacje wojskowe chętnie lokowały się w pobliżu:
koszary kirasjerskie wybudowano pomiędzy ulicą Łazienkowską a kanałem na osi Zamku Ujazdowskiego; koszary huzarskie, które dały początek ulicy, znajdowały się pomiędzy dzisiejszą 29 Listopada a ulicą Podchorążych; i kolejne – koszary ułańskie: pomiędzy kanałem na osi Zamku Ujazdowskiego a ulicą Szwoleżerów.
W latach 1902-04 wzniesiono przy ulicy cerkiew św. Olgi, służącą żołnierzom pułków huzarskich i ułańskich; obok niej w roku 1911 wzniesiono pomnik Michaiła Dmitriewicza Skobielewa.
Wraz z przebudową ulicy Huzarskiej nadano obecną nazwę, nawiązującą do tzw. Nocy Listopadowej – zbrojnego wystąpienia słuchaczy Szkoły Podchorążych w nocy z 29 na 30 listopada 1830 r., które stało się zarzewiem powstania listopadowego – w Wojsku Polskim na pamiątkę tych wydarzeń 29 listopada obchodzony jest Dzień Podchorążego. Nazwa ulicy została oficjalnie nadana 5 lipca 1921.
W okresie międzywojennym zburzono też cerkiew św. Olgi oraz pomnik gen. Skobielewa. Do 1939 cała zabudowa nadal służyła potrzebom wojska. Domy wojskowe dla podoficerów wystawił tu Fundusz Kwaterunku Wojskowego.
W okresie okupacji niemieckiej ulicy nadano nowe nazwy: polską Husarska i niemiecką Husarenstrasse.
W 1944 zniszczono część pawilonów koszarowych, a ich wypalone relikty rozebrano w okresie powojennym. Ocalały pozostałe zabudowania kompleksu, tworzące dziś kompletną zabudowę nieparzystej pierzei ulicy.- W 2005 nadbudowano je dodatkową kondygnacją.
Historyczna nawierzchnia ulicy wpisana została do gminnej ewidencji zabytków w 2017.

## Ważniejsze obiekty
- 29 listopada 1 – siedziba 10. Warszawskiego Pułku Samochodowego im. mjr. Stefana Bronisława Starzyńskiego
- 29 listopada 3b – Hotel Łazienkowski